# ラブファイト
『ラブファイト』は、2008年11月15日公開の日本映画。原作はまきの・えりの『聖母少女』。
北乃きいと林遣都のダブル主演による青春ラブストーリーである。また、本作の出演者でもある俳優の大沢たかおが初の映画プロデュースを務めた。
キャッチコピーは「世界でいちばん、痛い恋。」
ロケ地は大阪府豊中市にある大阪府立豊島高等学校、仏光幼稚園、服部緑地公園、千里川の土手、大阪市北区本庄東の本庄ビル（2016年の初め頃に取り壊し済み）など。

## ストーリー
幼馴染の稔と亜紀。いじめられっ子の稔はケンカの強い亜紀に幼い頃から助けられてきた。高校生になり稔は強くなろうと決心しボクシングジムの門を叩く。ボクシングの事は亜紀には知られたくなくて内緒でやっていたがばれてしまい、亜紀もボクシングを始める。

## キャスト
- 立花稔：林遣都
- 西村亜紀：北乃きい
- 三杉順子：桜井幸子
- タケ：波岡一喜
- 奥田恭子：藤村聖子
- 芹沢学：鳥羽潤
- 瀬戸：建蔵
- 八幡：三田村周三
- ハザード・瑞樹：ツナミ
- 大垣：F ジャパン
- 幼少時代の稔：大八木凱斗
- 幼少時代の亜紀：植田紗帆
- ジョー大木：大沢たかお

## スタッフ
- 監督：成島出
- プロデューサー：渡邉直子、遠藤奈緒子
- プロデュース：大沢たかお
- エグゼクティブプロデューサー：三宅澄二
- 企画：渡辺敦
- 原作：まきの・えり 『聖母少女』（講談社文庫）
- 脚本：安倍照雄
- 撮影：藤澤順一
- 美術：中山慎
- 衣裳：宮本茉莉
- 編集：洲崎千恵子
- 音楽：安川午朗
- 技闘：森聖二
- 照明：上田なりゆき
- 録音：深田晃
- 助監督：城本俊治
- 製作：「ラブファイト」フィルムパートナーズ（ミコット・エンド・バサラ、テレビ東京、ジェネオン・ユニバーサル・エンターテイメントジャパン、コアプロジェクト、東映ビデオ、東映チャンネル、大広、テレビ大阪）
- 制作プロダクション：バウスプリット、神宮前プロデュース
- 配給：東映

## 主題歌
- FUNKY MONKEY BABYS「希望の唄」